# Valzner (Patrizier)

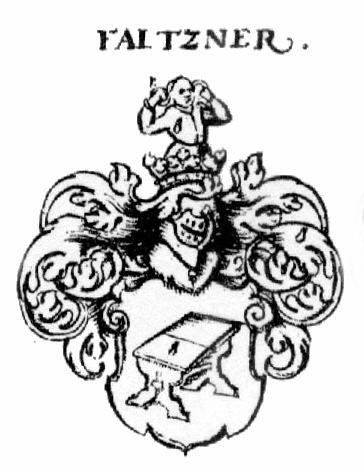
Das Wappen der Valzner

Die Valzner (auch: Falzner, Valzner von Haimendorf) waren eine Patrizierfamilie der Reichsstadt Nürnberg, erstmals urkundlich in Nürnberg erwähnt um 1387. Die Valzner waren von 1403 bis 1418 im Inneren Rat vertreten und gehörten nach dem Tanzstatut zu den neuen ratsfähigen Geschlechtern.

## Geschichte
Die Valzner stammten ursprünglich aus Großenfalz bei Sulzbach, dem Zentrum des oberpfälzischen Bergbaus.
Der bekannteste Vertreter des Geschlechts in Nürnberg war der aus Prag stammende Herdegen Valzner, der seinen Reichtum im böhmischen Bergbau erwarb. Er war unter anderem Verwalter der königlichen Kupferbergwerke in Kuttenberg und eng mit König Wenzel verbunden. Diese Verbindung löste Valzner bereits vor dessen Absetzung im Jahr 1400 und wanderte nach Nürnberg aus, wo er 1401 das Bürgerrecht annahm. Da er von König Wenzel bereits die Reichsmünzstätte zum Pfand sowie viele weitere Besitztümer und Privilegien in und um Nürnberg bekommen hatte, wurde er bereits 1403 in das Patriziat kooptiert und Mitglied des Inneren Rats.  
Herdegen Valzner war von 1403 bis 1416 Pfleger des Heilig-Geist-Spitals und galt als einer der reichsten Nürnberger seiner Zeit. Er war neben den Schürstab, Rummel von Zant und Lonnerstadt, Stromer von Reichenbach und den Harsdorf von Enderndorf Geldgeber der Könige Wenzel, Ruprecht und Sigismund sowie von Herzog Stephan III. von Bayern-Ingolstadt. In der Folgezeit erwarb er alleine oder zusammen mit seinem Bruder Peter große Besitztümer im Nürnberger Raum oder bekam sie als Pfand von den jeweiligen Herrschern verliehen.
Er stiftete in der Folgezeit einige Kapellen und gründete Almosen.
Mit dem gleichnamigen Sohn von Herdegen Valzner erlosch die Familie 1427 in männlicher Linie und mit dem Tod von Margaretha Valzner 1448 der Name der Familie in Nürnberg.
Der Valznerweiher und die Valznerweiherstraße in Nürnberg-Zerzabelshof erinnern an das Geschlecht.

## Ehemalige Besitzungen (Auszug)
- 1356–???? das Schloss Deinschwang bei Lauterhofen[2]
- 1387–1448 das „Fürerschloss“ in Haimendorf
- 1395–1400 das Pfinzingschloss in Henfenfeld
- 1395–1448 die Burg Brunn (bei Nürnberg)
- 1397–1408 die Burg Hiltpoltstein (vom Königreich Böhmen gepfändet, 1408 als Mitgift per Ehevertrag in den Besitz der Seckendorff übergegangen)
- 1398–1410 das Pflegschloss und Stadt Hersbruck (als Pfand für ein Darlehen an Herzog Stephan III.)
- 1401–1448 den Herrensitz Letten bei Lauf
- 1401–1448 den Herrensitz Himmelgarten in Röthenbach (Reichslehen von König Ruprecht)
- 1401–???? die Stadt und Hofmark Altdorf (als Pfand für ein Darlehen an König Ruprecht)
- 1403–1448 Hammerwerk und „Zeltnerschloss“ in Gleißhammer
- 1403–1448 der Valznerweiher
- 1400–1422 das Amt Marloffstein[3][4]
- ????–???? Grundbesitz in Forchheim

## Stiftungen (Auszug)
- Die Valznerkapelle (auch: Allerheiligenkapelle), ehemals Hans-Sachs-Platz 2 (1945 zerstört) wurde um 1403 von Herdegen Valzner gestiftet.
- Die Mauritiuskapelle und das Bruderhaus auf dem Moritzberg wurden 1419 von Herdegen Valzner gestiftet.[5]
- Die Almosenstiftung Guldein Trunk von Herdegen Valzner[6]

## Bekannte Familienmitglieder

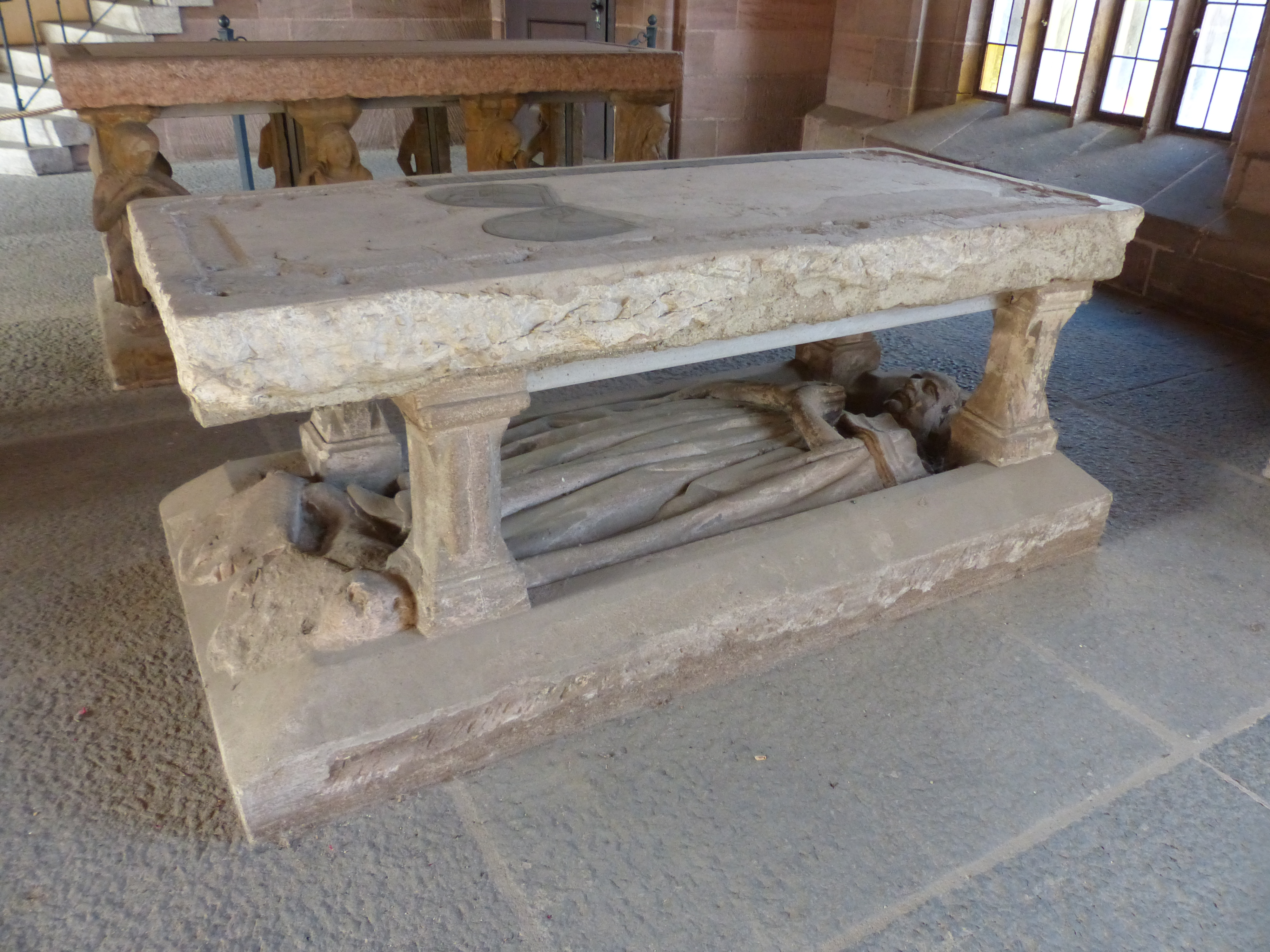
Grabmal des Herdegen Valzner im Kreuzigungshof des Heilig-Geist-Spitals

- Peter II. Valzner von Haimendorff (1360–1420), Kaufmann, Bruder des Herdegen Valzner
- Albert Valzner (????–1421) Dekan im Augustinerchorherrenstift Neunkirchen am Brand[3]
- Herdegen Valzner (????–1423), Montanunternehmer, Bankier, Pfleger des Heilig-Geist-Spital

## Wappen
In Schwarz eine längliche, schräglinks gestellte goldene Bank